# Percopsis transmontana
Percopsis transmontana är en fiskart som först beskrevs av Eigenmann 1892.  Percopsis transmontana ingår i släktet Percopsis och familjen Percopsidae. Inga underarter finns listade i Catalogue of Life.
Arten blir upp till 9,6 cm lång.
Percopsis transmontana förekommer i Columbiafloden i USA samt i några tillflöden i delstaterna Washington, Idaho och Oregon. Fisken vistas i långsamt flytande delar av vattendragen med bottensediment av slam eller sand.
Inte mycket är känt angående levnadssättet. Arten äter ryggradslösa djur och den kan leva 6 år. Unga exemplar faller offer för trollsländornas larver och vuxna exemplar jagas av större fiskar, vattenlevande ormar samt olika fåglar.
I Idaho blev Percopsis transmontana mycket sällsynt. Artens ekonomiska betydelse för människor är obefintlig.